# Elisabeth Pinto
Elisabeth da C. Pinto (* 19. März 1989) ist eine osttimoresische Fußballspielerin.

## Karriere
Pinto stand bei der Südostasienmeisterschaft 2016 im Kader der osttimoresischen Nationalmannschaft. Hinter Engracia Fernandes und Luisa Marques war die 27-Jährige die drittälteste Spielerin des Kaders. Beim ersten Länderspiel in der Geschichte des Landes am 27. Juli 2016 kam die Stürmerin nicht zum Zuge, wurde aber zwei Tage später gegen die australische U-20-Nationalmannschaft in der 66. Minute für Melania Martins eingewechselt. Das Spiel gegen Australien U-20 wird allerdings nicht als offizielles Länderspiel geführt, sodass Pinto erst am 31. Juli 2016 gegen Malaysia (0:13) zu ihrem ersten und einzigen offiziellen Länderspieleinsatz kam und dabei über die volle Distanz spielte. Für die Kader der folgenden Südostasienmeisterschaften 2018 und 2019 wurde Pinto von der neuen südkoreanischen Trainerin Lee Min-young nicht berücksichtigt.